# Lệnh Hồ Đức Phân
| Nhị thập tứ sử | Nhị thập tứ sử | Nhị thập tứ sử              | Nhị thập tứ sử |
| -------------- | -------------- | --------------------------- | -------------- |
| STT            | Tên sách       | Tác giả                     | Số quyển       |
| 1              | Sử ký          | Tư Mã Thiên                 | 130            |
| 2              | Hán thư        | Ban Cố                      | 100            |
| 3              | Hậu Hán thư    | Phạm Diệp                   | 120            |
| 4              | Tam quốc chí   | Trần Thọ                    | 65             |
| 5              | Tấn thư        | Phòng Huyền Linh (chủ biên) | 130            |
| 6              | Tống thư       | Thẩm Ước                    | 100            |
| 7              | Nam Tề thư     | Tiêu Tử Hiển                | 59             |
| 8              | Lương thư      | Diêu Tư Liêm                | 56             |
| 9              | Trần thư       | Diêu Tư Liêm                | 36             |
| 10             | Ngụy thư       | Ngụy Thâu                   | 114            |
| 11             | Bắc Tề thư     | Lý Bách Dược                | 50             |
| 12             | Chu thư        | Lệnh Hồ Đức Phân (chủ biên) | 50             |
| 13             | Tùy thư        | Ngụy Trưng (chủ biên)       | 85             |
| 14             | Nam sử         | Lý Diên Thọ                 | 80             |
| 15             | Bắc sử         | Lý Diên Thọ                 | 100            |
| 16             | Cựu Đường thư  | Lưu Hú (chủ biên)           | 200            |
| 17             | Tân Đường thư  | Âu Dương Tu, Tống Kỳ        | 225            |
| 18             | Cựu Ngũ Đại sử | Tiết Cư Chính (chủ biên)    | 150            |
| 19             | Tân Ngũ Đại sử | Âu Dương Tu (chủ biên)      | 74             |
| 20             | Tống sử        | Thoát Thoát (chủ biên)      | 496            |
| 21             | Liêu sử        | Thoát Thoát (chủ biên)      | 116            |
| 22             | Kim sử         | Thoát Thoát (chủ biên)      | 135            |
| 23             | Nguyên sử      | Tống Liêm (chủ biên)        | 210            |
| 24             | Minh sử        | Trương Đình Ngọc (chủ biên) | 332            |
| -              | Tân Nguyên sử  | Kha Thiệu Mân (chủ biên)    | 257            |
| -              | Thanh sử cảo   | Triệu Nhĩ Tốn (chủ biên)    | 529            |

Lệnh Hồ Đức Phân (chữ Hán: 令狐德棻, bính âm: Linghu Defen; 583 – 666) người huyện Hoa Nguyên Nghi Châu (nay thuộc huyện Diệu tỉnh Thiểm Tây), là nhà sử học thời Đường của Trung Quốc.

## Tiểu sử
Ông nội Lệnh Hồ Đức Phân là Lệnh Hồ Bị - Đại tướng quân nhà Bắc Chu, cha ông là Lệnh Hồ Hy - Lại bộ trung đại phu, giữ chức Nghi Đồng Đại tướng quân. Lệnh Hồ Đức Phân dưới thời trị vì của Đường Cao Tổ, được bổ nhiệm Đại thừa tướng phủ ký thất, sau làm quan đến Khởi cư xá nhân, ông từng giữ các chức vụ quan trọng như Lễ bộ thị lang, Quốc tử giám tế tửu, Thái thường khanh, Hoằng Văn quán học sĩ, Sùng Hiền quán học sĩ đầu thời Đường, ông nhận lời tấu thỉnh tu sửa các bộ chính sử các triều đại như Lương, Trần, Bắc Tề, Bắc Chu và Tùy. Năm 662, ông tròn 80 tuổi, được phong làm Kim tử Quang lộc đại phu. Năm 666, ông lâm bệnh mất tại nhà, thọ 84 tuổi.

## Tác phẩm
Ông là chủ biên bộ chính sử Chu thư. Đức Phân có hai đóng góp mang ý nghĩa lịch sử, lần đầu, được vị vua mới lên ngôi Đường Thái Tông chiêu mộ theo lời tấu thỉnh, tham gia vào việc viết sách Đường hội yếu (một trong bốn bộ sách của Hoành Văn Điện do Hoành Văn Quán thu thập và biên soạn, tổng cộng có tất cả hơn 20 vạn quyển), hai là tu sửa sách sử "nguồn gốc của việc tu sửa và biên soạn mới, bắt đầu từ Đức Phân" (theo lời của Triệu Dực trong Nhị thập nhị sử tráp ký), 8 bộ chính sử đương thời gồm Lương thư, Trần thư, Bắc Tề thư, Chu thư, Tùy thư, Tấn thư, Nam sử, và Bắc sử đều là những cống hiến của ông trong 24 bộ chính sử Trung Quốc, được mọi người khen ngợi.